# New acoustic movement
Il New Acoustic Movement è stato un fenomeno musicale dei primi anni del 2000, sviluppatosi in seguito all'ascesa di alcune band la cui formazione era prevalentemente acustica, da cui il nome.
Non è stato un vero e proprio movimento nel senso specifico del termine, poiché le band associate a questo fenomeno in realtà non si sono mai riconosciute in questa definizione, e raramente hanno collaborato a livello artistico tra di loro.

## Caratteristiche
Tra le caratteristiche musicali del New Acoustic Movement si hanno:
1. Il ritorno ad uno stile musicale più sobrio e meno aggressivo rispetto a molti fenomeni musicali coevi
2. L'appartenenza delle band a case discografiche indipendenti o semi-sconosciute
3. Uno stile vocale in cui la voce solista solitamente è fatta risaltare da un controcanto definito e presente
4. Testi dal forte carattere malinconico e nostalgico

Tra le band associate al New Acoustic Movement si ricordano Turin Brakes, Kings of Convenience, Starsailor, Coldplay e I Am Kloot.